# Monika Abspacher
Monika Abspacher (* vor 1966, auch Monika Abspacher-Uhlmann), ist eine deutsche Filmeditorin. Seit den 1980er-Jahren ist sie als Editorin tätig. Bis 2015 war sie an mehr als 50 Produktionen beteiligt.

## Filmografie (Auswahl)
- 1984: Tatort: Heißer Schnee
- 1998: Andrea und Marie
- 1998: Vergewaltigt – Eine Frau schlägt zurück
- 1998: Polizeiruf 110: Tod und Teufel
- 1999: Der Hurenstreik – Eine Liebe auf St. Pauli
- 2000: Bella Block: Am Ende der Lüge
- 2001: Herz im Kopf
- 2003: Gefährliche Gefühle
- 2003–2011: Kommissarin Lucas (Fernsehserie)
  - 2003: Die blaue Blume
  - 2004: Vertrauen bis zuletzt
  - 2004: Vergangene Sünden
  - 2006: Das Verhör
  - 2006: Skizze einer Toten
  - 2007: Das Totenschiff
  - 2007: German Angst
  - 2010: Spurlos
  - 2010: Wenn alles zerbricht
  - 2011: Am Ende muss Glück sein
- 2004: Der weiße Afrikaner
- 2005: Liebe Amelie
- 2005: Ein Kuckuckskind der Liebe
- 2006: Der Tote am Strand
- 2007: Schuld und Rache
- 2007: Eine folgenschwere Affäre
- 2008: Wir sind das Volk – Liebe kennt keine Grenzen
- 2008: Kommissar Süden und das Geheimnis der Königin
- 2009: Ein Dorf schweigt
- 2010: Das Geheimnis in Siebenbürgen
- 2010: Masserberg
- 2011: Der letzte schöne Tag
- 2012: Bella Block: Unter den Linden
- 2012: Obendrüber, da schneit es
- 2013: Tod an der Ostsee
- 2014: Mord am Höllengrund
- ab 2014: Wilsberg (Fernsehreihe)
  - 2014:  Nackt im Netz
  - 2014:  Mundtot
  - 2015:  Kein Weg zurück
  - 2015:  Russisches Roulette
  - 2015:  Bittere Pillen
  - 2016:  Tod im Supermarkt
  - 2018:  Die Nadel im Müllhaufen
  - 2018:  Mörderische Rendite
  - 2019:  Gottes Werk und Satans Kohle
  - 2019:  Minus 196°
  - 2019:  Schutzengel
  - 2020:  Vaterfreuden
  - 2021:  Einer von uns
  - 2022:  Ungebetene Gäste
  - 2022:  Fette Beute
  - 2023:  Folge mir
- 2016: Was im Leben zählt
- 2023: Endlich Witwer – Über alle Berge